# Goodbye Lucille ♯1
«Goodbye Lucille #1» es una canción de la banda británica Prefab Sprout. Fue publicada el 27 de enero de 1986 (bajo el título de «Johnny Johnny») como el último sencillo de su segundo álbum de estudio, Steve McQueen.

## Composición
La canción fue escrita en 1979. Paddy McAloon escuchó «Walking on the Moon» de The Police mientras estaba enfermo en la cama y se sintió inspirado por su simplicidad. McAloon usó “Johnny”, considerándola “la palabra de rock 'n' roll más cliché jamás utilizada”, y llenó los versos de la canción con letras más inusuales como “You're still in love with Hayley Mills”. McAloon describe la letra de la canción como “una persona mayor que ofrece consejos a un chico desgarrado por el amor que ha sido abandonado por su novia”. La canción fue tocada originalmente en vivo por la formación inicial de tres integrantes de Prefab Sprout (Paddy McAloon, Martin McAloon, Michael Salmon) en un tempo más rápido que la grabación final. Martin McAloon dice que la canción fue concebida como un vals: “Nos sentamos alrededor del piano y todos la cantamos con nuestros amigos”.

### Título
El título inusual de la canción es un vestigio de una idea de McAloon de grabar un álbum de 9 pistas, todas con el mismo título, cada una numerada de manera diferente. Martin McAloon recordó en 2007: “Tres o cuatro de ellas eran versiones para piano y eran bastante hermosas, pero no tenemos registro de ellas, y no estoy seguro de si Paddy podría recordarlas”. Hubo un tiempo en que «Walk On», el lado B de «The Devil Has All the Best Tunes», era «Goodbye Lucille #7», con el coro de “Walk on, stroll on” siendo reemplazado por “Goodbye, Lucille: that’s all I feel”.

## Lanzamiento
La canción quedó fuera del álbum debut de la banda, Swoon (1984), ya que Paddy McAloon quería que el álbum incluyera su material más complejo. Cuando Thomas Dolby comenzó a trabajar con Prefab Sprout, McAloon le puso varias canciones sin decirle a qué período pertenecían. McAloon sintió que debido a que había tocado las canciones en vivo tantas veces, ya no podía ser objetivo al respecto. «Goodbye Lucille #1» es una de las tres canciones incluidas en Steve McQueen que datan de la formación inicial de la banda, las otras siendo «Faron Young» y «Bonny».
«Goodbye Lucille #1» pasó a llamarse «Johnny Johnny» para su lanzamiento como último sencillo de Steve McQueen en enero de 1986. Se lanzaron tres nuevas canciones de Prefab Sprout como lados B de «Johnny Johnny»; «Wigs», «The Guest Who Stayed Forever» y «Old Spoonface Is Back», las cuales se escribieron en el estudio. Paddy McAloon explicó en una entrevista de 1988: “Quería hacerles un favor a mis fans al incluir bonus tracks. Por eso fui al estudio sin canciones, las escribí allí, lo que normalmente nunca hago”.

## Recepción de la crítica
De acuerdo a Ian Pye de Melody Maker, «Goodbye Lucille #1» presenta “una voz bellamente inquietante de Wendy Smith”. En 2007, Daryl Easlea de Record Collector calificó «Goodbye Lucille #1» como la canción más destacada de Steve McQueen. Al revisar Steve McQueen en 2019, Rik Flynn de Classic Pop notó el “gancho típicamente magnífico, pero ligeramente torcido” de la canción y lo llamó “otro ejemplo brillante del manejo siempre creativo del pop por parte de McAloon”. El músico estadounidense Iggy Pop le dijo una vez a McAloon que tenía la intención de hacer un cover de la canción. La canción siguió siendo un elemento básico del repertorio de canciones de la banda hasta sus últimas presentaciones en vivo en 2000. En 2006, Paddy McAloon volvió a grabar la canción en un arreglo acústico solista para la reedición ampliada de 2007 de Steve McQueen.

## Video musical
El videoclip inicialmente presentaba extractos de la película de 1962 de John Schlesinger, A Kind of Loving, intercalados con tomas de la banda, pero estos extractos se eliminaron en versiones posteriores.

## Interpretaciones en vivo
Prefab Sprout interpretó la canción el 12 de diciembre de 1985 en The Old Grey Whistle Test de BBC Two, y el 7 de febrero de 1986 en The Tube de Channel 4.

## Posicionamiento
| Gráfica (1986)                 | Pico de posición |
| ------------------------------ | ---------------- |
| Irlanda (Irish Singles Chart)  | 28               |
| Reino Unido (UK Singles Chart) | 64               |

## Historial de lanzamientos
| Región      | Fecha               | Formato(s) | Discográfica | Ref.   |
| ----------- | ------------------- | ---------- | ------------ | ------ |
| Reino Unido | 27 de enero de 1986 | 7" 12"     | Kitchenware  | [ 22 ] |